# Wilhelm von Bonin (homme politique)
Pour les articles homonymes, voir Bonin.
Ne doit pas être confondu avec Wilhelm von Bonin (général).
Wilhelm Friedrich Fürchtegott von Bonin (né le 18 novembre 1786 à Stargard-en-Poméranie et mort le 18 janvier 1852 à Stettin) est haut président de la province prussienne de Poméranie.

## Biographie

### Origine
Wilhelm von Bonin est issu de la noble famille von Bonin de Poméranie-Orientale. Ses parents sont Otto Friedrich Fürchtegott von Bonin (de) (1757-1833) et sa femme Luise Frederike Wilhelmine, née von Tschirschky (1763-1836). Son père est directeur régional du département de Stargard de la région de Poméranie (de) et propriétaire de plusieurs grands domaines tels que Elvershagen, Niederhagen A, Oberhagen et Karnitz.

### Carrière
Comme son père, Bonin étudie d'abord à l'Académie de chevalerie de Brandebourg-sur-la-Havel, élève 784, de 1799 à 1803. Puis, après des études à Halle à la Saale, il est assesseur du gouvernement à Stettin avant de participer aux guerres napoléoniennes en 1813-1814. En 1816, il est libéré de ses fonctions de Rittmeister de l'armée prussienne et devient conseiller du gouvernement à Coblence. La même année, il devient vice-président du district de Stettin en Poméranie, où il occupe ses fonctions jusqu'en 1832. À partir de 1824, il fait est député du nouveau parlement provincial de Poméranie (de).
De 1832 à 1834, von Bonin est président du district de Köslin et occupe le même poste de 1834 à 1835 dans le district de Mersebourg en province de Saxe.
De 1835 jusqu'à sa mort en 1852, von Bonin est le haut président de la province de Poméranie et en même temps le président de district de Stettin. En 1843, il est nommé conseiller privé réel avec le salut d'excellence.

### Famille
Il se marie le 21 octobre 1826 à Berlin Hedwig Luise Frederike Albertine von Kamptz (née le 16 octobre 1803 et morte le 16 mai 1868), fille du ministre Karl Albert von Kamptz. Le couple a les enfants suivants :
- Frederike Hedwig Wilhelmine Karoline (née le 4 septembre 1827 et morte le 15 septembre 1843)
- Otto Karl Friedrich Fürchtegott (né le 22 janvier 1831 et mort le 7 septembre 1892), seigneur de Schönberg
- Karl Wilhelm Edward (né le 21 mars 1832 et mort le 31 mars 1880), lieutenant-colonel prussien marié avec Antoniette Julie Machiels (née le 9 juillet 1845)
- Wilhelm Ludwig Swantus (né le 11 mai 1836 et mort le 24 août 1886), premier lieutenant
- Ludwig Karl Wilhelm (né le 22 juillet 1839 et mort le 15 février 1840)
- Luise Hedwig Wilhelmine Fürchtegott (née le 22 octobre 1846 et morte le 14 novembre 1921) mariée avec Gustav von Hagen (né le 26 juillet 1839 et mort le 20 juillet 1899)[3], seigneur de Langen

Après la mort de son mari, la veuve épouse le général prussien Otto von Bonin (de).